# Megaselia genuina
Megaselia genuina är en tvåvingeart som först beskrevs av Gabriel Strobl 1894.  Megaselia genuina ingår i släktet Megaselia och familjen puckelflugor. Inga underarter finns listade i Catalogue of Life.